# Microrégion du littoral nord de Paraíba
La microrégion du littoral nord de Paraíba est l'une des quatre microrégions qui subdivisent la zone de la forêt du Paraíba de l'État de Paraíba au Brésil.
Elle comporte 11 municipalités qui regroupaient 135 467 habitants en 2006 pour une superficie totale de 1 961 km2.

## Municipalités[1]
- Baía da Traição
- Capim
- Cuité de Mamanguape
- Curral de Cima
- Itapororoca
- Jacaraú
- Mamanguape
- Marcação
- Mataraca
- Pedro Régis
- Rio Tinto